# Dicromantispa debilis
Dicromantispa debilis is een insect uit de familie van de Mantispidae, die tot de orde netvleugeligen (Neuroptera) behoort. 
Dicromantispa debilis is voor het eerst wetenschappelijk beschreven door Gerstäcker in 1888.